# Надгробный памятник Исааку Ньютону

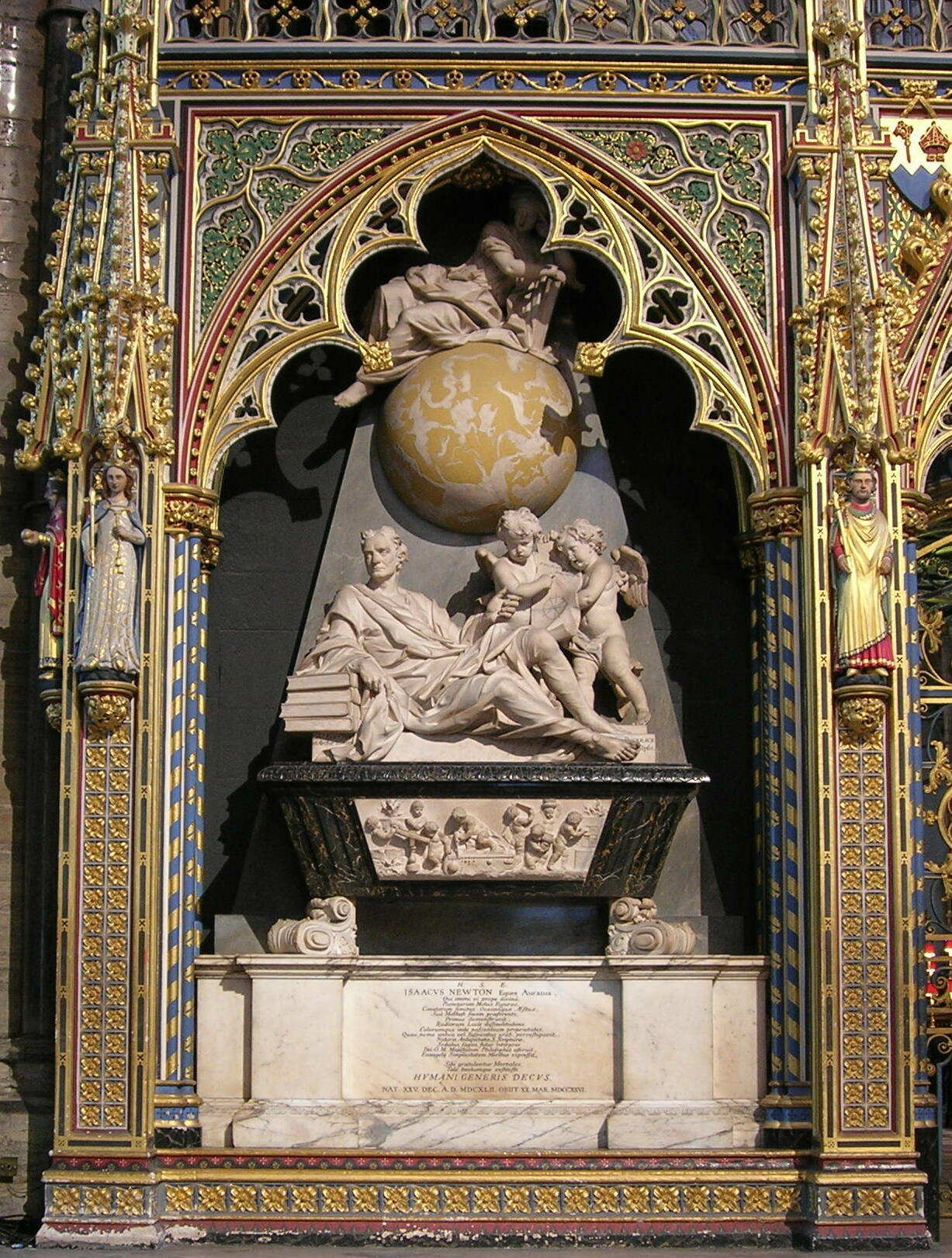
Памятник Исааку Ньютону в Вестминстерском аббатстве

Надгробный памятник Исааку Ньютону, Памятник Исааку Ньютону (англ. Sir Isaac Newton monument) — скульптурная композиция на могиле английского учёного Исаака Ньютона в уголке учёных в нефе Вестминстерского аббатства, британской национальной усыпальнице. Памятник создан в 1730 году совместно скульптором Майклом Рисбрейком и архитектором Уильямом Кентом, а открыт в следующем году. В 1834 году он был дополнен декоративной аркой, созданной по проекту архитектора Эдварда Блора. Аллегорическая композиция символически представляет некоторые достижения Ньютона в его научной и общественной деятельности.

## История создания
В 1725 году здоровье Ньютона начало заметно ухудшаться, после чего он вынужден был переселиться в Кенсингтон неподалёку от Лондона, где был более благоприятный для его здоровья климат. Учёный скончался во сне в бессознательном состоянии в ночь с 20 на 21 марта 1727 года в возрасте 84-х лет. После этого его тело было перевезено в Лондон в Вестминстерское аббатство — британский национальной пантеон. До торжественных похорон, прошедших 28 марта, тело находилось в Иерусалимской палате (англ. Jerusalem Chamber), после чего похоронено в нефе аббатства. По сообщению Вольтера великий учёный похоронен в аббатстве как «король, который делал добро своим подданным». Испанский писатель Фернандо Саватер в эпистолярном романе «Сад сомнений» (исп. El jardín de las dudas) так описывал похороны Ньютона от лица Вольтера:
В них участвовал весь Лондон. Сначала тело было выставлено на всеобщее обозрение в пышном катафалке, по бокам которого горели огромные светильники, затем было перенесено в Вестминстерское аббатство, где Ньютон был похоронен среди королей и выдающихся государственных деятелей. Во главе траурной процессии шёл лорд-канцлер, за которым следовали все королевские министры.

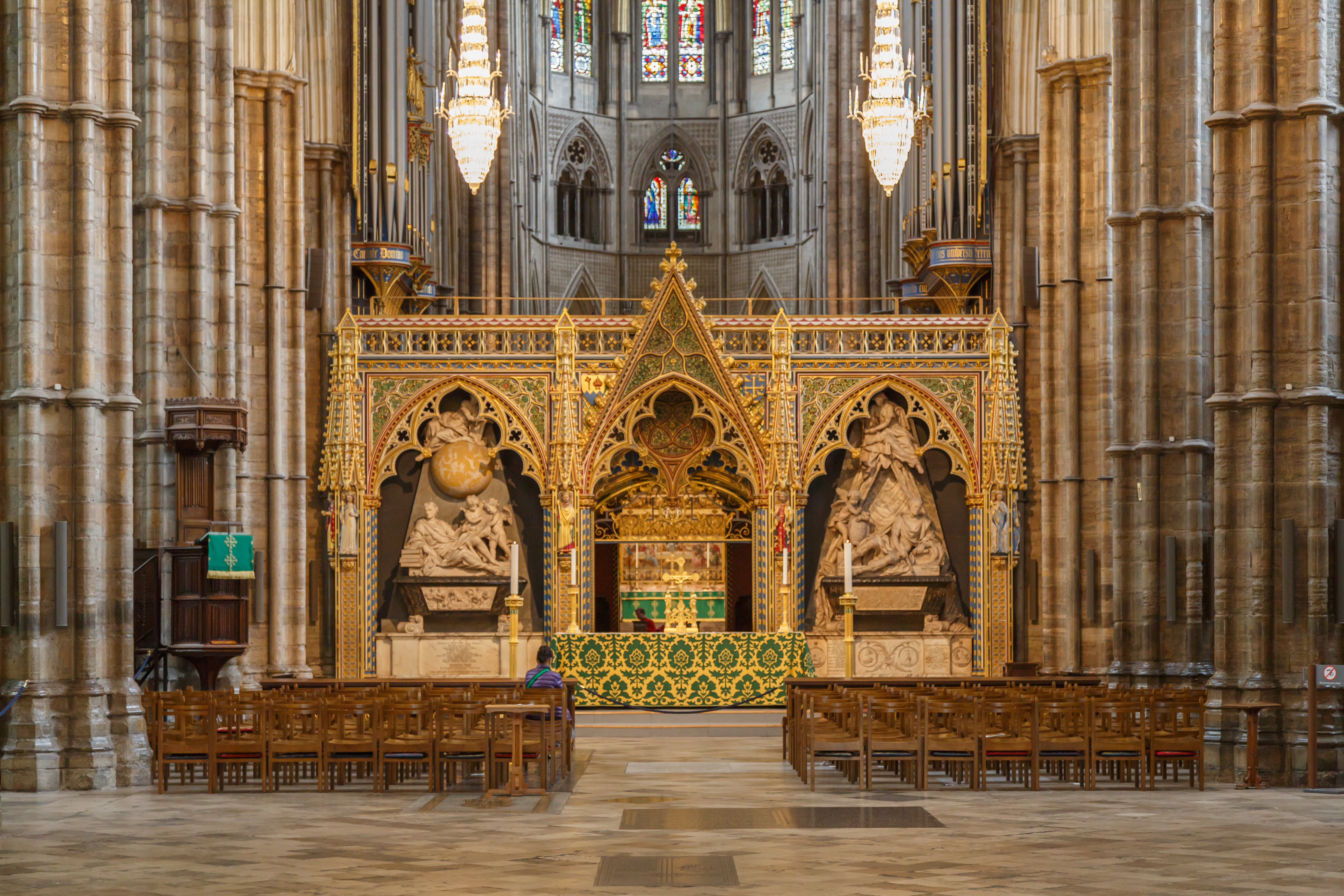
Надгробный памятник Ньютону (слева)

На могильном камне высечена латинская надпись: «Hic depositum est, quod mortale fuit Isaaci Newtoni» («Здесь лежит то, что было смертным в Исааке Ньютоне», «Здесь покоится то, что в Ньютоне было смертным»). Мраморный надгробный памятник был закончен в августе 1730 года совместно скульптором Майклом Рисбрейком (John Michael Rysbrack) и архитектором Уильямом Кентом, а открыт в следующем году. Он был создан по заказу родственников учёного. В 1882 году справа от могилы Ньютона был похоронен натуралист Чарльз Дарвин, а 15 июня 2018 года между двумя этими учёными — физик Стивен Хокинг. На его могильном камне была помещена эпитафия на английском языке близкая к той, что и на могиле Ньютона: «HERE LIES WHAT WAS MORTAL OF STEPHEN HAWKING 1942—2018» («Здесь лежит то, что было смертным в Стивене Хокинге 1942—2018»).

## Описание
Полулежащая скульптура Ньютона помещена на верхнюю часть саркофага (пьедестала), установленного на декоративные ножки в виде завитков: учёный опирается локтем правой руки на стопку «книг» своих научных работ — «О божественном», «Оптика», «Хронология», «Математические начала натуральной философии». Левой рукой учёный указывает на свиток с математическими расчётами, которые держат в руках два мальчика-херувима. На заднем плане представлена пирамида и выпуклый земной шар со знаками зодиака, созвездиями и траекторией Большой кометы 1680 года, изучением которой занимался Ньютон. На вершине земной сферы полулежит муза астрономии Урания, опирающаяся на книгу. На рельефной стенке саркофага изображены восемь мальчиков с предметами, которые были связаны с научной и общественной деятельностью Ньютона: отражательный телескоп; треугольная оптическая призма; весы, на которых взвешиваются Солнце и планеты; плавильная печь для литья монет с загружаемым в неё куском металла и сосуды с отлитыми монетами. Последние атрибуты отсылают к тридцатилетнему периоду работы Ньютона в качестве смотрителя и управляющего Королевского монетного двора.
Эпитафия на передней панели постамента написана на латинском языке:
Здесь погребён сэр Исаак Ньютон, который отличался почти божественным складом ума и удивительно владел математикой. Он исследовал небесные светила, пути движения комет, морские приливы, природу света, и, что до него не удавалось ни одному учёному мужу, он понял свойства цветов. Прилежный, прозорливый, правоверный и добросовестный в своих исследованиях природы, истории и Священного Писания, он доказал своей философией величие Господа великого и добросердечного и выразил в своих трудах простоту Евангелия. Возрадуйтесь, смертные, что жил на свете такой великий представитель человечества! Он родился 25 декабря 1642 года и почил 20 марта 1727 года.
В 1834 году памятник был обрамлён готической декоративной аркой, созданной по проекту архитектора Эдварда Блора.

## В культуре
В романе Дэна Брауна «Код да Винчи» и одноимённой экранизации режиссёра Рона Ховарда главные герои Роберт Лэнгдон и Софи Нёве разгадывают одну из серии загадок, связанную с памятником Ньютона. В связи с этим они посещают Вестминстерское аббатство, надеясь найти очередную подсказку. Сам монумент в книге описан следующим образом: «Лэнгдон и Софи пересекли огромное пространство по диагонали и сразу же смолкли при виде представшей перед ними величественной гробницы. Саркофаг чёрного мрамора… статуя Ньютона, опирающегося на стопку книг… два крылатых мальчика… огромная пирамида… и… и огромной величины шар».

### Комментарии
1. ↑  Даты в переводе приведены в современном летоисчислении: «H. S. E. ISAACUS NEWTON Eques Auratus, / Qui, animi vi prope divinâ, / Planetarum Motus, Figuras, / Cometarum semitas, Oceanique Aestus. Suâ Mathesi facem praeferente / Primus demonstravit: / Radiorum Lucis dissimilitudines, / Colorumque inde nascentium proprietates, / Quas nemo antea vel suspicatus erat, pervestigavit. / Naturae, Antiquitatis, S. Scripturae, / Sedulus, sagax, fidus Interpres / Dei O. M. Majestatem Philosophiâ asseruit, / Evangelij Simplicitatem Moribus expressit. / Sibi gratulentur Mortales, / Tale tantumque exstitisse / HUMANI GENERIS DECUS. / NAT. XXV DEC. A.D. MDCXLII. OBIIT. XX. MAR. MDCCXXVI»[2].